# Allium tricoccum
Allium tricoccum är en amaryllisväxtart som beskrevs av William Aiton. Allium tricoccum ingår i släktet lökar, och familjen amaryllisväxter.

## Underarter
Arten delas in i följande underarter:
- A. t. burdickii
- A. t. tricoccum

## Bildgalleri

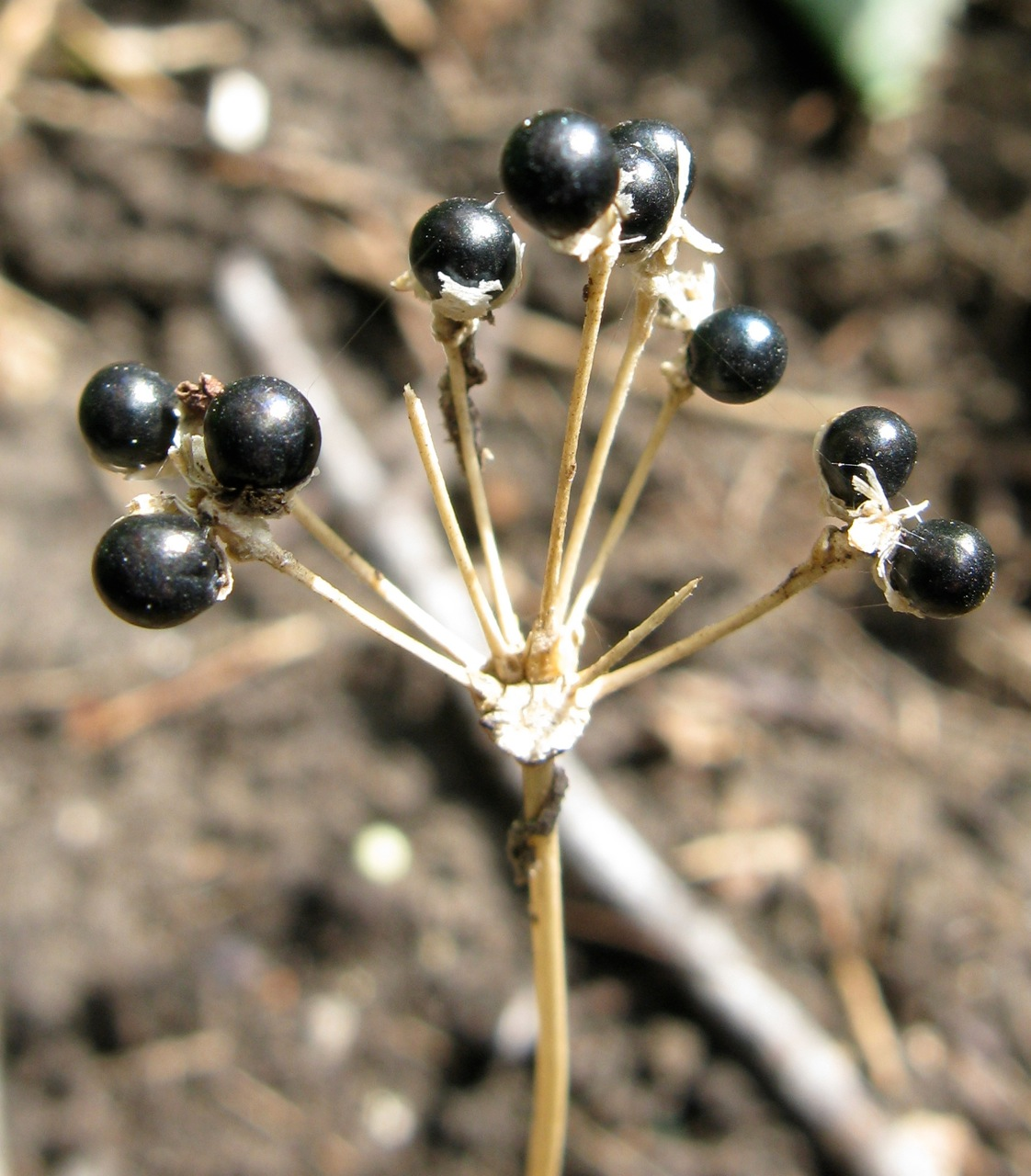
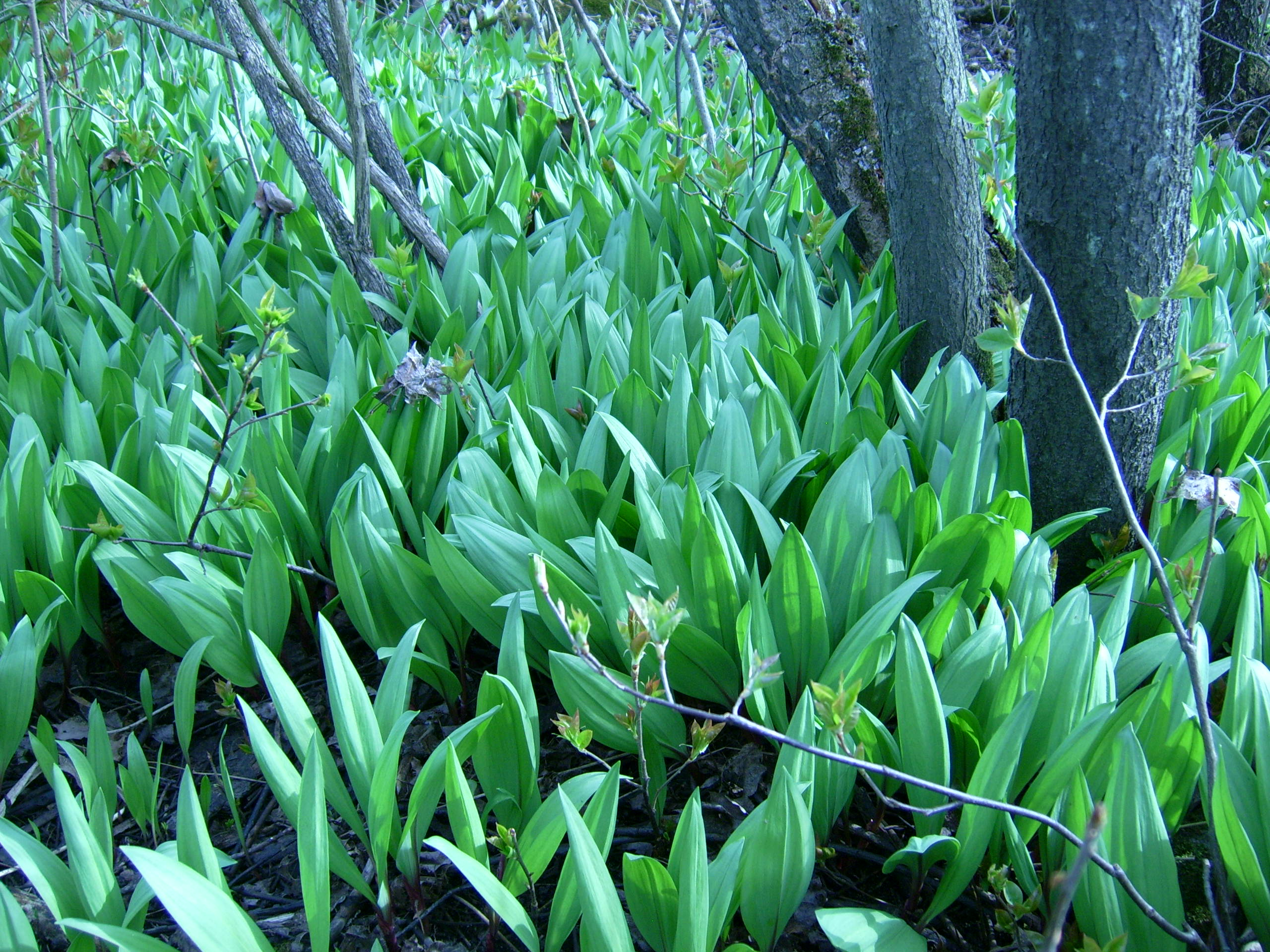
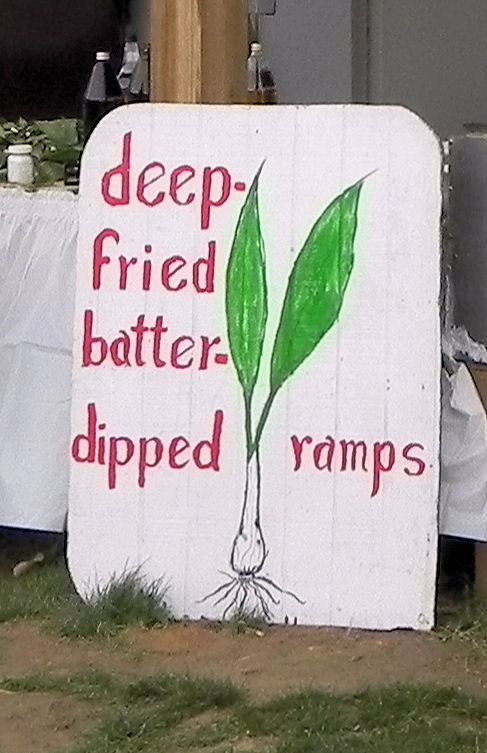
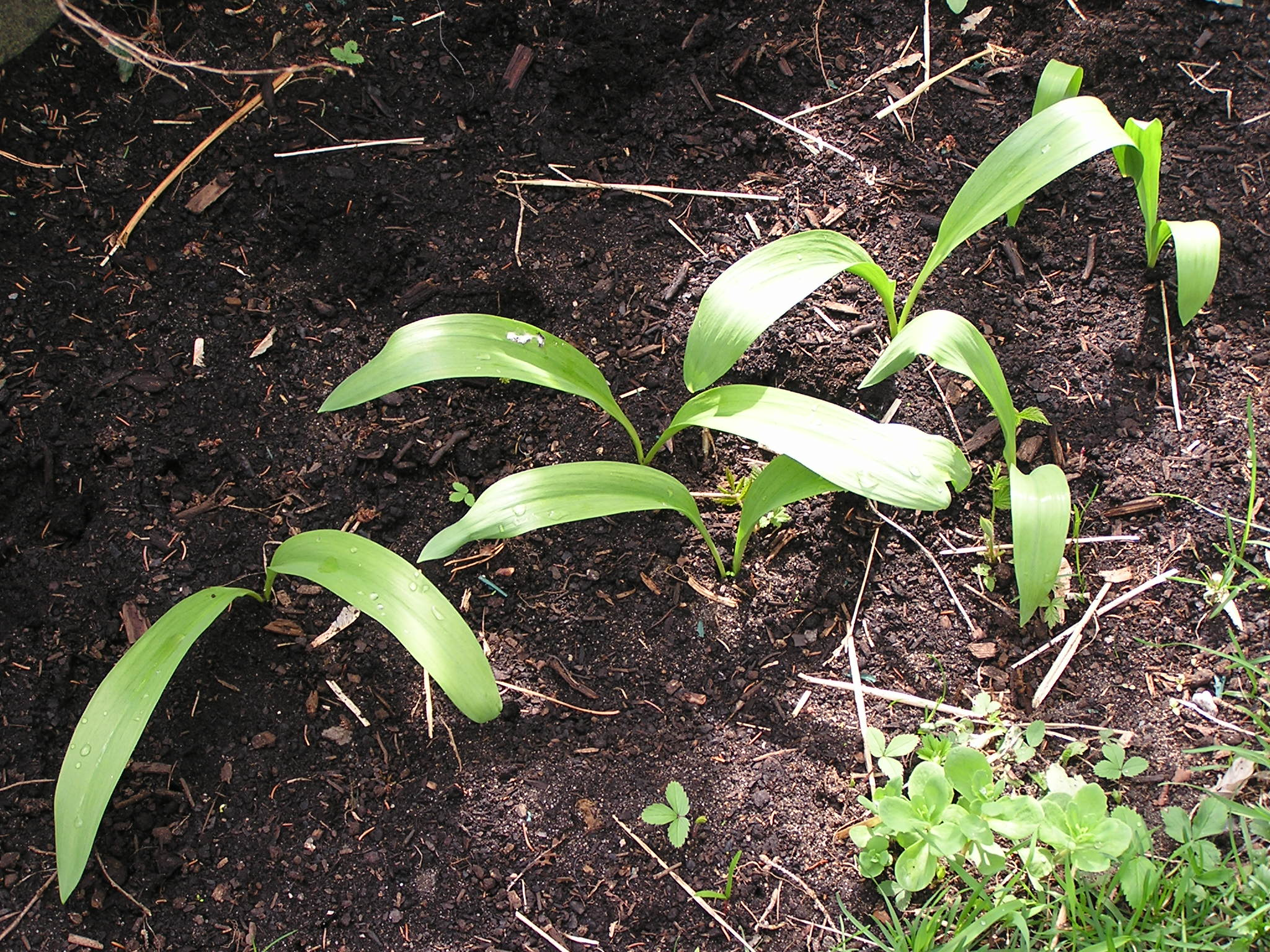
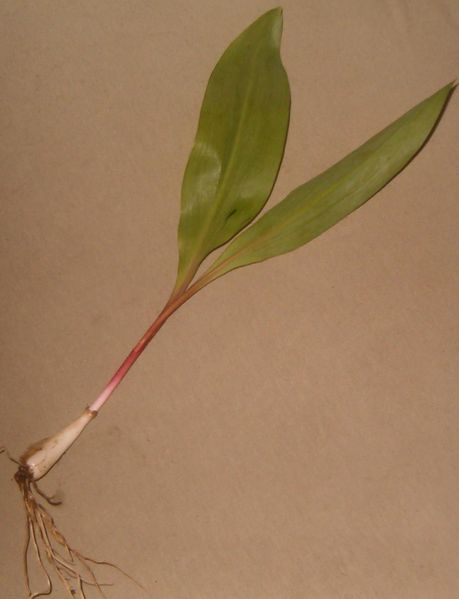